# 布达干公主
门达干（?—?），元朝公主，元成宗的妹妹。
门达干，又译“布达干”。元成宗把她嫁给了萨迦巴达尼钦波桑波贝，达尼钦波桑波贝的长子索南桑布（《元史》英宗本纪作唆南藏卜，释老传作琐南藏卜），元英宗封他为白兰王，并将公主门达干嫁给他。元顺帝封桑波贝的小儿子贡噶勒巴迥乃坚赞为白兰王，赐给金印和管领吐蕃三个却喀的诏书，并将以前的白兰王索南桑布的妻子门达干公主嫁给他。门达干和贡噶勒巴迥乃坚赞的儿子索南洛追坚赞贝桑布担任帝师、扎巴坚赞贝桑布担任白兰王。